# Sageo

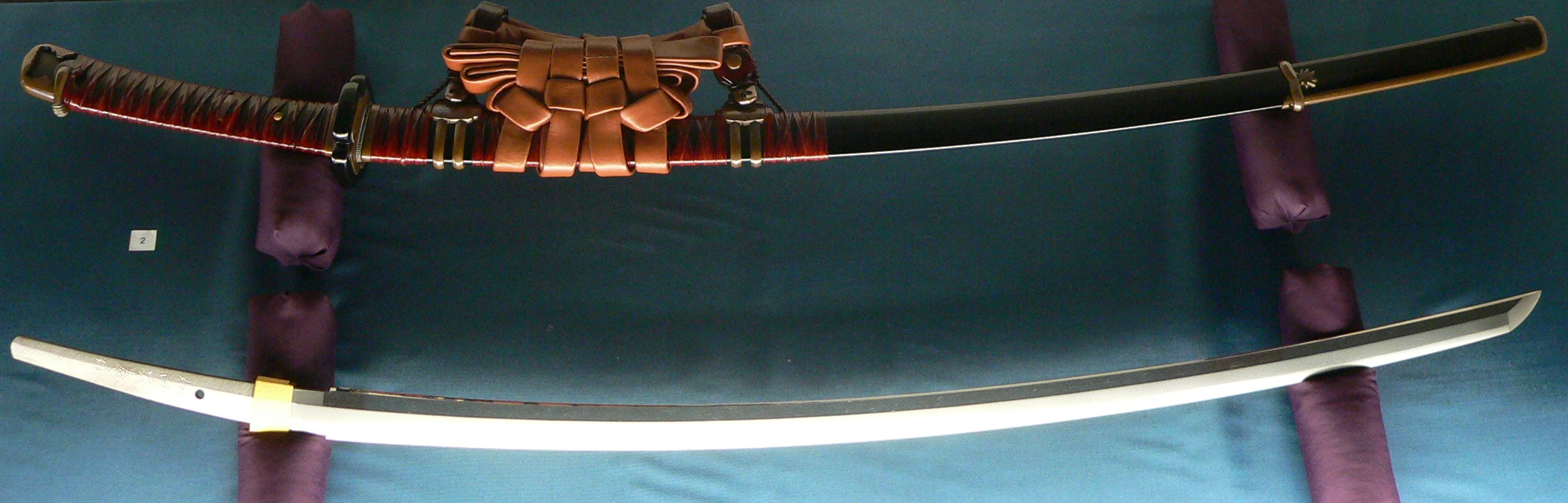
Ein Tachi mit ledernem Sageo

Das Sageo (jap. 下(げ)緒, dt. etwa: „(Schwert-)Scheidenband“) war ein Band, meist aus Seide oder Baumwolle mit einer Länge von sechs bis acht Shaku (180 bis 240 cm), das an der Scheide (Saya) des japanischen Lang-  bzw. Kurzschwertes (Katana und Wakizashi) getragen wurde, um es besser am Gürtel (Obi) befestigen zu können. Die meist vielverzweigten Sageo, die für Kurzschwerter benutzt wurden, nannte man Tako ashi sageo (蛸足下緒), da sie an Oktopusbeine (tako no ashi) erinnerten. Für Langschwerter unterschied man die beiden Sageo-Formen: Tachi-o (太刀緒) und Haki-o (佩緒). In der Regel bestanden Sageo aus geflochtenen Schnüren und wurden anhand der Flechtmusters eingeteilt. Daneben wurden Sageo auch aus Leder gefertigt.
Das Sageo findet auch heute noch in verschiedenen japanischen Kampfsportarten wie dem Iaidō oder dem Kenjutsu Verwendung. In dieser ursprünglichen Funktion diente das Sageo zudem als Sicherung der Waffe, die sich nun nicht mehr von einer fremden Person plötzlich aus dem Obi ziehen ließ. Im Laufe der Zeit entwickelten sich verschiedene Färbemethoden und mit dem Einsatz unterschiedlicher Stoffarten erhielt das Sageo zudem die Funktion eines dekorativen Schmucks. Unterschiedliche Farben waren ein Indiz für die gesellschaftliche Stellung des Trägers. Man nimmt darüber hinaus an, dass das Sageo in Gefahrensituationen zum Hochbinden der Ärmel diente.